# Monte Tamai
Il Monte Tamai è una montagna delle Alpi carniche alta 1.970 m s.l.m., posta in Carnia (provincia di Udine) all'interno delle Alpi Carniche, tra i territori dei comuni di Ovaro, Ravascletto e Sutrio.  Sulla sua cima, dalla quale si può scorgere la bassa Carnia, viene toccato il punto più alto raggiunto dal comprensorio sciistico dello Zoncolan.